# Ephraim (Wisconsin)
Ephraim est un village américain située dans le comté de Door au Wisconsin.